# São Salvador do Tocantins
São Salvador do Tocantins is een gemeente in de Braziliaanse deelstaat Tocantins. De gemeente telt 3.136 inwoners (schatting 2009).